# Julien Tinayre
Pour les articles homonymes, voir Tinayre.
Julien Tinayre (1859-1923) est un dessinateur, graveur sur bois et illustrateur français.

## Biographie
Jean Julien Tinayre est né le 26 octobre 1859 à Issoire, fils de Jean Joseph Tinayre (dit « Jules », 1821-1871) et Marguerite Victoire Guerrier (1831-1895), qui s'installent à Neuilly-sur-Seine, avenue de Madrid en 1860. Il est l'aîné d'une fratrie qui comprend Louis, qui deviendra peintre-voyageur, Caroline et Jean-Gaston. Sa mère Victoire, militante socialiste, fonde en 1867 avec Fortuné Henry et Louise Michel, la Société des équitables de Paris, une société coopérative de consommation et d’éducation. Son père, négociant, meurt fusillé, par erreur, le 26 mai 1871 durant la Semaine sanglante, en allant visiter sa femme, emprisonnée. Les enfants seront élevés par leur mère, dans le souvenir tragique de la Commune de Paris (1871), d'abord dans l'exil, à Genève puis à Budapest. Publiée dès 1864 sous pseudonyme, Victoire deviendra ensuite une auteure de livres destinés à la jeunesse, connaissant un certain succès ; elle fut aussi proche des idées positivistes.
Durant cet exil, Julien reçoit une éducation solide, placé dans des familles aisées suisses (1872-1874) puis hongroises. C'est en Hongrie que Julien (ainsi que son frère Louis) est poussé par sa mère à se perfectionner en dessin, à jouer du piano et à faire de la gravure. Il est confié à un graveur de cachets originaire de Košice, Alexis Odön, puis est envoyé à l'académie des beaux-arts de Budapest (1877). Sa mère souhaite qu'il devienne illustrateur de romans ; il fréquente les cours de Gustav Morelli (en). En janvier 1880, Victoire Tinayre, amnistiée, revient vivre à Paris avec ses enfants ; Julien ouvre son atelier et fait venir son ami le graveur Benedek Bálint (1860-1920) pour l'aider.
Il expose au Salon des artistes français à partir de 1881, des gravures ayant servi à illustrer des ouvrages de Louis Blanc et d'Élias Regnault. En 1885, il y expose des interprétations de paysages hongrois dessinés par Lajos Bruck. Il produit des gravures pour L'Univers illustré et Le Monde illustré.
En mars 1889, il épouse Marcelle Chasteau (1870-1948) à la mairie du 8e arrondissement de Paris ; parmi ses témoins, le graveur Auguste Lepère. Le couple, qui habite 5 rue Soufflot, aura quatre enfants. Devenue une femme de lettres puissante sous le nom de Marcelle Tinayre, elle aura une grande influence sur le développement et la reconnaissance d'une littérature produite par et pour des femmes,.
En 1895-1896, il commence à travailler pour l'éditeur Édouard Pelletan dont il est le beau-frère, et qui, fervent positiviste, avait été proche de sa mère, Victoire. Mais les temps ne sont plus à la gravure sur bois, et Julien a du mal à placer ses productions dans la presse et l'édition courante, désormais adeptes des clichés typogravés. Marcelle, son épouse, assure à la famille l'essentiel des revenus, et fait profiter à son époux de ses réseaux dans l'édition illustrée.
Julien Tinayre meurt le 2 juillet 1923 à Grosrouvre où il s'était installé avec Marcelle, dans un domaine devenu le rendez-vous de nombreux artistes.
L'un de ses enfants est Noël Tinayre (1896-1995), sculpteur.

## Ouvrages illustrés

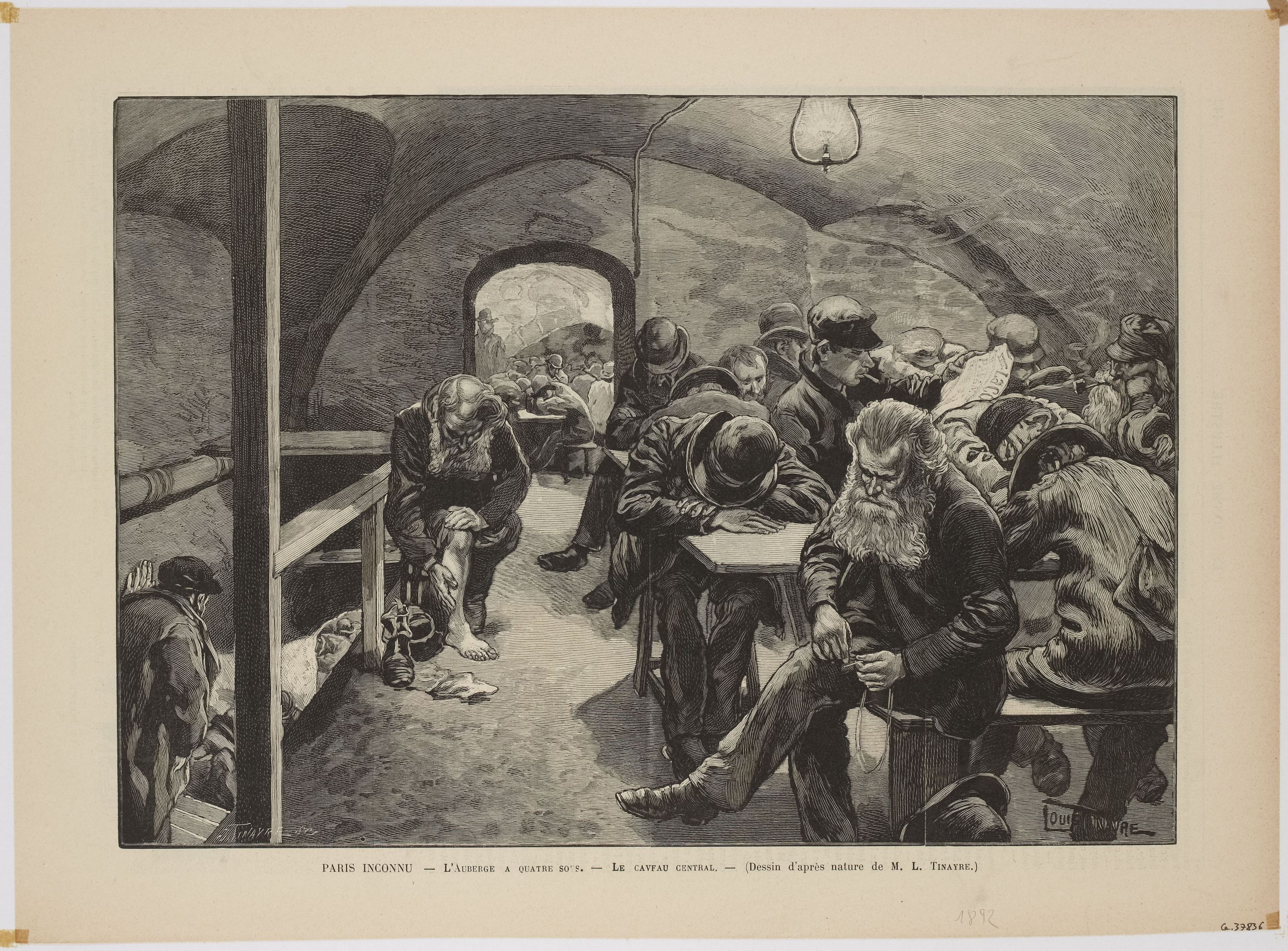
Paris inconnu - L'auberge à quatre sous (1892), gravure d'après Louis Tinayre.

- Louise Michel et Jean Guêtré (Victoire Tinayre), La Misère, dessins de Louis Tinayre, Hachette, 1880-1882.
- Louis Noir, Le Coupeur de tête : grand roman d'aventures historiques, A. Fayard, 1886.
- Jean-François Robinet, Les portraits de Danton : essai d'iconographie, Ernest Leroux, 1889.
- Félix Pyat, Le Chiffonnier de Paris : grand roman dramatique, Arthème Fayard, [1892].
- François Villon, Les ballades, Paris, Édouard Pelletan, 1896, d'après Auguste Gérardin.
- Jean Lorrain, La Mandragore, 33 aquarelles de Marcel Pille, gravées par Deloche, Florian, les deux Froment et Julien Tinayre, Paris, Édouard Pelletan, 1899.
- Friedrich Nietzsche, Pages choisies, traduction de Henri Albert, Mercure de France, 1899, portrait en frontispice.
- Marcelle Tinayre, Une journée à Port Royal. 1654, C. Meunier, 1910.
- Tout près de la bataille (Compiègne, Soissons), Éditions de L'Illustration, 1914.